# Анекдот о маяке и корабле
Анекдот о маяке и корабле описывает встречу большого корабля с чем-то, похожим на первый взгляд на другое судно, идущее встречным курсом. Корабль, обычно линкор или авианосец флота США, требует от второго судна изменить курс. В ответ судно, принадлежность которого обычно указывается как канадская, настаивает, что курс должен изменить именно корабль, после чего капитан корабля повторяет своё требование, идентифицирует себя и корабль под своим командованием и иногда сопровождает требование угрозами. В конце концов на это следует ответ: «Я маяк. Делайте что хотите» (или подобный), являющийся кульминацией этого анекдота.

## Пример
Американцы: «Пожалуйста, смените курс на 15 градусов на север, дабы избежать столкновения».
 Канадцы: «Советую вам сменить ВАШ курс на 15 градусов на юг, дабы избежать столкновения».
 Американцы: «Говорит капитан судна ВМФ США. Повторяю: смените курс».
 Канадцы: «Нет. Повторяю: сами смените курс».
 Американцы: «Это авианосец „Авраам Линкольн“, второй по величине военный корабль Атлантического флота США. Нас сопровождают три крейсера, три эскадренных миноносца и многочисленные корабли поддержки. Я требую, чтобы вы изменили свой курс на 15 градусов на север, или мы будем вынуждены принять необходимые меры для обеспечения безопасности нашего корабля».
 Канадцы: «Это маяк. Ваш ход».
Оригинальный текст (англ.)
Americans: Please divert your course 15 degrees to the North to avoid a Collision.
Canadians: Recommend you divert YOUR course 15 degrees to the South to avoid a collision.
Americans: This is the Captain of a US Navy ship. I say again, divert YOUR course.
Canadians: No. I say again, you divert YOUR course.
Americans: This is the aircraft carrier USS Lincoln, the second largest ship in the United States' Atlantic fleet. We are accompanied by three destroyers, three cruisers and numerous support vessels. I demand that YOU change your course 15 degrees north, that's one five degrees north, or countermeasures will be undertaken to ensure the safety of this ship.
Canadians: This is a lighthouse. Your call.

— Nicholas Hobbes. Essential Militaria : Facts, Legends, and Curiosities about Warfare Through the Ages. — 2004 — p.41

## История
Самая ранняя известная версия этой шутки опубликована в виде комикса-стрипа в 1931 году в лондонском еженедельнике The Humorist и перепечатана в канадской газете The Drumheller Review. В ней двое моряков перекрикиваются в мегафоны, стоя у поручней:
Шкипер: «Куда вы прёте на своём мигающем корабле?» / Ответ: «Это не мигающий корабль. Это маяк!»
Оригинальный текст (англ.)Skipper: Where are you going with your blinking ship? / The Other: "This isn't a blinking ship. It's a lighthouse!"
В 1934 году сюжет был расширен до анекдота, перепечатанного по обе стороны Атлантики. В 1943 году была издана открытка с соответствующим комиксом. В 1989 году Стивен Кови рассказал свою версию в бестселлере Семь навыков высокоэффективных людей, в 1992 году сюжет вошёл в антологию юмора от Айзека Азимова.
История распространяется в Интернете с 1995 года под видом реальной расшифровки стенограммы этих переговоров, опубликованной оперативным штабом ВМС США. Однако нет никаких доказательств, что событие действительно имело место, и само описание его по некоторым причинам неправдоподобно. Поэтому этот рассказ считается городской легендой, а также вариантом более ранней шутки, датируемой как минимум 1930-ми годами. ВМФ США разместил в сети страницу с опровержением описываемой истории, что, однако, не помешало бывшему Директору Национальной разведки Майку Мак-Конелу использовать её в качестве шутки в своей речи 2008 года. Другие рассказчики часто используют эту легенду как притчу, показывающую опасность негибкости и ощущения собственной важности или необходимость ситуационной осведомлённости.
В 2004 году шведская компания использовала историю в сценарии телевизионной рекламы. Об этой легенде также писал американский политолог, профессор Университета им. К. Ньюпорта Квентин Кидд, она разбиралась с точки зрения международного морского права. О легенде повествовал в своих монологах российский юморист Михаил Задорнов: в частности, в концерте 2005 года «Да здравствует то, благодаря чему мы, несмотря ни на что» упоминаются испанцы — в одном из вариантов легенды, соответствующем монологу Задорнова, говорится, что действие якобы происходило 16 октября 1997 года у мыса Финистерре, недалеко от города Ла-Корунья.